# Casa Pia Atlético Clube
El Casa Pia Atlético Clube es un club de fútbol portugués de la ciudad de Lisboa. Fue fundado en 1920 y juega en la Primeira Liga.

## Historia
Fue fundado en el año 1920 en la capital Lisboa y su nombre se debe a una tradicional institución benéfica de ayuda infantil, donde muchos de sus atletas provienen de esa institución. Tiene secciones en otros deportes como fútbol sala, balonmano, karate, gimnasia, levantamiento de pesas, hockey, tenis de mesa, lucha olímpica y pesca.

## Palmarés
- Campeonato de Portugal: 1

2018/19
- Tercera División de Portugal Série E: 1

2003/04